# Mandevilla velame
Mandevilla velame là một loài thực vật có hoa trong họ La bố ma. Loài này được (A.St.-Hil.) Pichon mô tả khoa học đầu tiên năm 1948.

## Hình ảnh

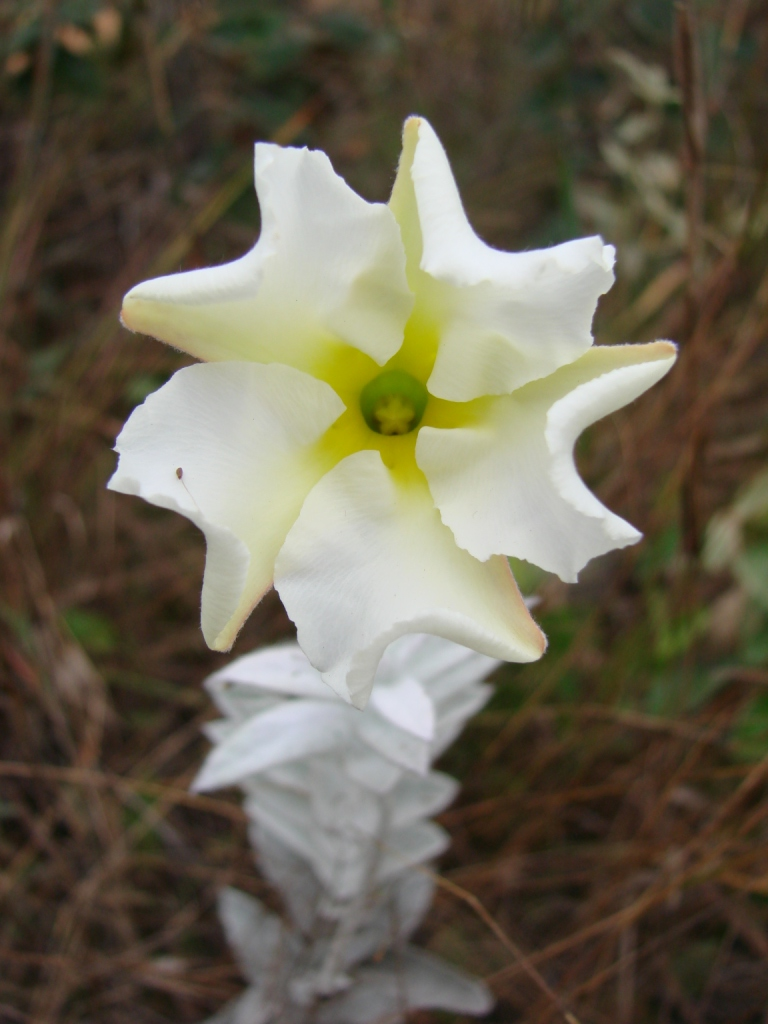